# Castellers de Vilafranca

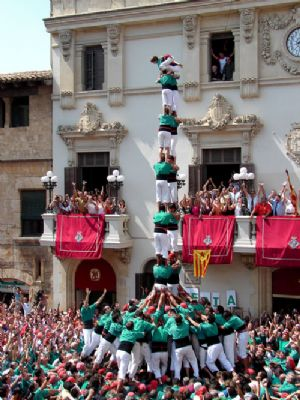
Pierwsza torre de nou amb folre carregada w historii ludzkich wież, Castellers de Vilafranca

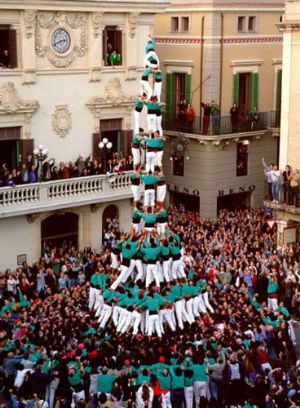
Pierwsza tres de deu amb folre i manilles carregat w historii, Castellers de Vilafranca

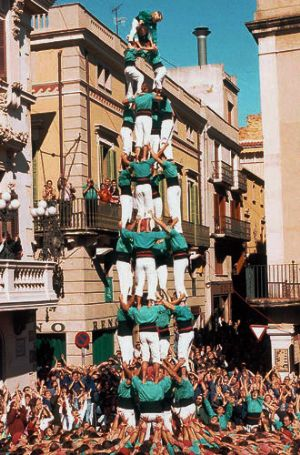
Pierwsza quatre de nou sense folre carregat, Castellers de Vilafranca

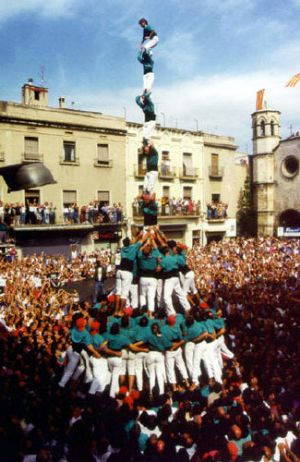
Pierwsza pilar de vuit amb folre i manilles carregat w XX wieku, Castellers de Vilafranca

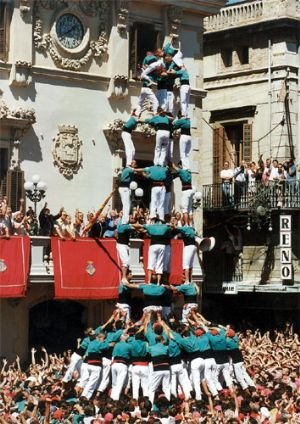
Pierwsza cinc de nou amb folre descarregat, Castellers de Vilafranca

Castellers de Vilafranca – stowarzyszenie kulturalne i sportowe, którego głównym celem jest budowanie castelli (wież złożonych z ludzi). Ma status organizacji pożytku publicznego.
Grupa została założona w 1948 roku, gdy w katalońskim mieście Vilafranca del Penedès rosło zainteresowanie tworzeniem takich wież. Jest to katalońska tradycja, której ma swój początek w XVIII-wiecznym Ball de Valencians, tańcu z Walencji.
Obecnie organizacja skupia około 400 aktywnych członków ze wszystkich środowisk, niezależnie od rasy, religii, płci i statusu społecznego. Członkowie uznają za ważne idee demokracji, współpracę, pracę w grupie i przezwyciężanie własnych słabości. Celem stowarzyszenia jest też utrzymanie pozycji lidera wśród podobnych grup budujących ludzkie wieże. Siedzibą grupy jest Cal Figarot, Casa Via Raventós, dom usytuowany w centrum Vilafranca del Penedès. Siedziba organizacji jest przystosowana do budowania wież ludzkich (np. wysokie stropy do ćwiczeń zimą i podwórze do ćwiczeń wiosną, latem i jesienią).
Grupa jest jedną z najważniejszych organizacji w Vilafranca del Penedès i wielokrotnie reprezentowała katalońską kulturę za granicą. Ponad 500 osób oficjalnie wspiera stowarzyszenie, ponadto organizacji udziela pomocy kilka publicznych i prywatnych instytucji. Uzupełnieniem działalności grupy są inne wydarzenia kulturalne, np. niewielkie koncerty, konkurs poezji, masowe imprezy rowerowe, zawody w domino, imprezy kulinarne czy szkoła tworzenia wież dla dzieci.
Dokonania grupy służące zachowaniu i promocji katalońskiej kultury popularnej zostały nagrodzone przez miasto Vilafranca del Penedès, które przyznało grupie medal miejski. Działania stowarzyszenia dostrzegł też rząd kataloński, który wyróżnił grupę Krzyżem Świętego Jerzego.

## Słownik terminów
Budowanie wież ludzkich ma swoją nomenklaturę. Poniżej niektóre z najczęściej używanych wyrażeń i słów, których nie można dosłownie przetłumaczyć, ale można je wyjaśnić.

## Nazwa wieży ludzkiej
Nazwa każdej wieży opiera się na dwóch liczbach: pierwsza opisuje liczbę ludzi na każdym poziomie, druga – liczbę poziomów wieży.
- Np. Tres de vuit (3 de 8) – 3 ludzi na poziom, 8 poziomów wysokości

## Rodzaje wież ludzkich
Rodzaje wież w zależności od liczby ludzi na poziom:
- Pilar de... – jedna osoba na poziom
- Torre de... – dwie osoby na poziom
- Tres de... – trzy osoby na poziom
- Quatre de... – cztery osoby na poziom.
- Cinc de... – pięć osób na poziom
- Quatre de... amb l’agulla – cztery osoby na poziom, dodatkowo kilkupoziomowy filar zamknięty wewnątrz głównej wieży

Liczba poziomów w najczęściej budowanych wieżach to:
- Sis – 6 poziomów
- Set – 7 poziomów
- Vuit – 8 poziomów
- Nou – 9 poziomów
- Deu – 10 poziomów

Gdy wieże są bardzo wysokie i/lub na każdym poziomie jest niewielu ludzi, konstruuje się cokoły. Nazwy cokołów są często zawarte w nazwie wieży. Najczęściej używane rodzaje cokołów to:
- Pinya – standardowy cokół na poziomie gruntu, często złożona z kilkuset ludzi. Taką podbudowę ma każda wieża, dlatego słowa pinya nie używa się w nazwie wieży.
- Folre – drugi cokół, zbudowany nad pierwszym (nad pinyą). Zawsze wspomniany w nazwie wieży w przypadku użycia.
- Manilles – trzeci cokół, skonstruowany na drugim (na folre). Zawsze wspomniany w nazwie wieży w przypadku użycia.

## Budowa wieży złożonej z ludzi
Wieże mogą być ukończone zupełnie lub częściowo. Udane zbudowanie i rozebranie wieży jest opisywane następującymi terminami:
- Descagerrat – wieża osiągnęła zakładaną wysokość i udało się ją rozebrać,
- Carregat – wieża osiągnęła zakładaną wysokość, ale zawaliła się podczas demontażu,
- Intent – nieudana próba.

Przykłady
- Pilar de sis. castellersdevilafranca.cat. [zarchiwizowane z tego adresu (2010-06-22)]. – jedna osoba na poziom przy 6-poziomowej wieży.

Jeśli w opisie nie ma dodatkowych informacji, oznacza to, że wieża ma podstawowy cokół, czyli pinyę (zawsze) oraz że została z powodzeniem rozebrana (descagerrat).
- Torre de set. castellersdevilafranca.cat. [zarchiwizowane z tego adresu (2010-06-22)]. – dwie osoby na poziom przy wieży 7-poziomowej
- Cinc de nou amb folre. castellersdevilafranca.cat. [zarchiwizowane z tego adresu (2006-09-16)]. – pięć osób na poziom przy wieży 9-poziomowej, z drugim cokołem (folre) zbudowanym nad pierwszym (pinya)
- Quatre de vuit amb l’agulla – cztery osoby na poziom przy wieży 8-poziomowej, dodatkowo wewnątrz 6-poziomowy filar (agulla)
- Tres de deu amb folre i manilles. castellersdevilafranca.cat. [zarchiwizowane z tego adresu (2007-02-13)]. – trzy osoby na poziom przy wieży 10-poziomowej z drugim (folre) i trzecim (manilles) cokołem

Istnieją również inne nazwy poszczególnych miejsc i pozycji w wieży, jednak nie są one używane w tym artykule. Powyższe informacje dają ogólny zarys najczęściej używanej terminologii.

## Historia

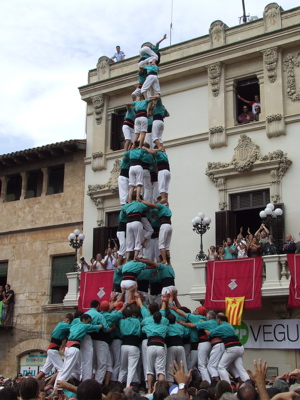
Quatre de nou amb folre i l’agulla (1/2), Castellers de Vilafranca

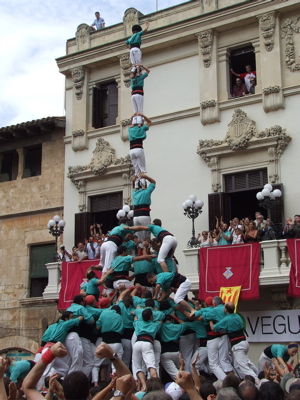
Quatre de nou amb folre i l’agulla (2/2), Castellers de Vilafranca

Stowarzyszenie kulturalne Castellers de Vilafranca założył we wrześniu 1948 roku Oriol Rossell, który został pierwszym cap de colla (liderem) grupy. Członkom udawało się z powodzeniem budować 7-poziomowe wieże. Stowarzyszenie nawiązało bliskie relacje z podobnymi grupami w innych miastach. Pierwszymi caps de colla byli wspomniany Oriol Rossell (1948–1952) oraz Ramon Sala (1953–1955). Początkowo członkowie grupy nosili różowe koszulki, zmieniając w późniejszym czasie kolor na czerwony.
W 1956 roku grupa była prawie nieaktywna z powodu wewnętrznych sporów i dyskusji. Rok później nastąpiła reorganizacja. Wybrano zielony kolor koszulek, który do dzisiaj jest znakiem rozpoznawczym członków grupy. Od 1957 do 1968 roku normą były 7-poziomowe wieże, cinc de set była najwyższą wieżą, jaką udało się zbudować. Od 1969 do 1974 roku grupa znacząco się rozwinęła, budując pierwsze wieże 8-poziomowe: torre de set, quatre de vuit, tres de vuit, pilar de sis i torre de vuit amb folre. W 1972 roku grupa wygrała Concurs de castells de Tarragona, zawody twórców wież ludzkich organizowane co dwa lata w mieście Tarragona w południowej Katalonii. W tych latach funkcję cap de colla pełnili Josep Pedrol (1957–1959), Carles Domènech (1960–1961), Joan Bolet (1962–1963), Gabi Martínez (1964–1969), Lluís Giménez (1970–1973) oraz ponownie Gabi Martínez (1974).
W 1975 roku grupa przeszła kolejne wewnętrzne zmiany. Zrezygnowano z tego, by to cap de colla niemal całkowicie decydował o technicznych aspektach budowy wieży – wprowadzono grupowe projektowanie. Rok 1981 przyniósł kolejne wielkie zmiany – zadecydowano, że członkowie stowarzyszenia nie będą dłużej pobierać indywidualnych wynagrodzeń. To spowodowało podział w stowarzyszeniu. Od 1975 do 1982 roku tworzono często 8-poziomowe wieże, jednak sprawiało to wiele trudności. Na przełomie 1983 i 1984 roku organizacji udało się odzyskać dawną siłę i w roku 1985 zbudowano pierwszy cinc de vult. To wydarzenie było kamieniem milowym w historii. Grupa zaczęła konstruować 9-poziomowe wieże. W 1987 roku grupa podejmuje próbę budowy pierwszej tres- i quatre de nou amb folre (carregat), a w 1989 udało się zbudować i utrzymać pierwszą tres de nou amb folre (descagerrat). Podobnym sukcesem okazało się zbudowanie pierwszego de nou amb folre (descarregat) w 1990 roku. Cap de colla między 1975 a 1994 był Carles Domènech.
Okresem największych sukcesów grupy były lata 1995–2004. Udało się wtedy z powodzeniem zbudować i rozmontować najwyższe i najtrudniejsze wieże: torre de nou amb folre i manilles, pilar de set amb folre, pilar de vuit amb folre i manilles (pierwszą w XX wieku), quatre de vuit amb l’agulla (pierwszą w XX wieku), quatre de nou amb folre i l’agulla (pierwszą w historii budowania wież), cinc de nou amb folre oraz tres- i quatre de nou amb folre zbudowane jednocześnie (po raz pierwszy i – jak dotąd – jedyny w historii). Ponadto udało się zbudować następujące carregats (wieże, które runęły podczas demontażu): torre de vuit (pierwszą w XX wieku), quatre de nou oraz tres de deu amb folre i manilles (pierwszą w historii budowania wież). Grupa wygrała ponadto zawody Tarragona Human Towers Competition w roku 1996, 1998, 2002, 2004 i 2006. W 2005 roku Castelles de Villafranca skonstruowało torre de nou amb folre, która uważana jest za najtrudniejszą wieżę zbudowaną kiedykolwiek w historii.
Francesc Moreno „Melilla” był cap de colla między 1995 a 2003, następnie stanowisko objął Lluís Esclassans (2004–2007). David Miret został wybrany nowym cap de colla w grudniu 2007.

## Skonstruowane wieże
W historii swojej działalności grupa Castellers de Villafranca zbudowała większość rodzajów ludzkich wież, jakie kiedykolwiek skonstruowano. Poniższa tabela zawiera listę wież zbudowanych przez grupę i daty ich zbudowania (carregat i descagerrat).
|                                                             |                                   |                                                            |  |
| Castell                                                     | Descarregat                       | Carregat                                                   |  |
|                                                             | (zbudowana i rozebrana w całości) | (osiągnęła zakładany szczyt, ale runęła podczas demontażu) |  |
| Torre de nou amb folre                                      |                                   | 30.08.2005**                                               |  |
| Tres de deu amb folre i manilles                            |                                   | 15.11.1998**                                               |  |
| Quatre de nou amb folre i tres de nou amb folre simultanis  | 31.08.2001**                      |                                                            |  |
| Torre de vuit                                               |                                   | 01.11.1999*                                                |  |
| Quatre de nou                                               |                                   | 01.11.2002                                                 |  |
| Quatre de nou amb folre i agulla                            | 01.11.1996**                      | 01.11.1995**                                               |  |
| Cinc de nou amb folre                                       | 01.11.1997                        | 30.08.1997                                                 |  |
| Pilar de vuit amb folre i manilles                          | 28.09.1997*                       | 31.08.1995*                                                |  |
| Torre de nou amb folre i manilles                           | 30.08.1995                        |                                                            |  |
| Tres de nou amb folre                                       | 30.08.1989                        | 31.08.1987                                                 |  |
| Quatre de nou amb folre                                     | 01.11.1990                        | 01.11.1987                                                 |  |
| Quatre de vuit amb l’agulla                                 | 08.10.1995*                       |                                                            |  |
| Cinc de vuit                                                | 30.08.1985                        |                                                            |  |
| Torre de vuit amb folre i pilar de set amb folre simultanis | 31.08.2006**                      |                                                            |  |
| Pilar de set amb folre                                      | 01.10.1995                        | 14.05.1995                                                 |  |
| Tres de vuit amb agulla                                     | 29.20.2006**                      |                                                            |  |
| Dos pilars de sis simultanis (un de carregat)               | 31.08.2001**                      |                                                            |  |
| Torre de vuit amb folre                                     | 17.11.1974                        | 12.10.1973                                                 |  |
| Tres de vuit                                                | 30.08.1974                        | 01.10.1972                                                 |  |
| Pilar de sis                                                | 30.08.1972                        | 19.12.1971                                                 |  |
| Quatre de vuit                                              | 30.08.1971                        | 12.10.1969                                                 |  |
| Nou de set                                                  | 11.12.1988                        |                                                            |  |
| Torre de set                                                | 24.08.1969                        |                                                            |  |
| Tres de set aixecat per sota                                | 25.11.1973                        |                                                            |  |
| Sis de set                                                  | 21.01.1997                        |                                                            |  |
| Cinc de set amb agulla                                      | 19.04.2008**                      |                                                            |  |
| Cinc de set                                                 | 26.09.1965                        | 30.08.1965                                                 |  |
| Tres de set amb l’agulla                                    | 10.08.1996**                      |                                                            |  |
| Quatre de set amb l’agulla                                  | 05.08.1954                        | 31.08.1953                                                 |  |
| Tres de set                                                 | 31.08.1949                        |                                                            |  |
| Quatre de set                                               | 31.08.1949                        |                                                            |  |
| Torre de sis                                                | 16.06.1949                        |                                                            |  |
| Pilar de cinc                                               | 14.09.1948                        |                                                            |  |
|                                                             |                                   |                                                            |  |
| * Po raz pierwszy w XX wieku                                |                                   |                                                            |  |
| ** Po raz pierwszy w historii budowania wież                |                                   |                                                            |  |

## Organizacja

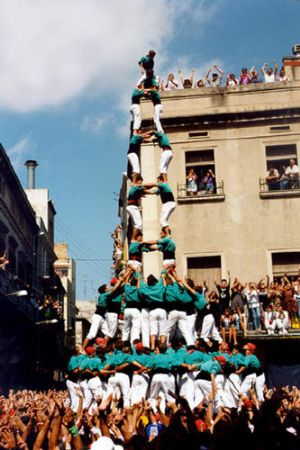
Pierwsza torre de nou amb folre i manilles descarregada, Castellers de Vilafranca

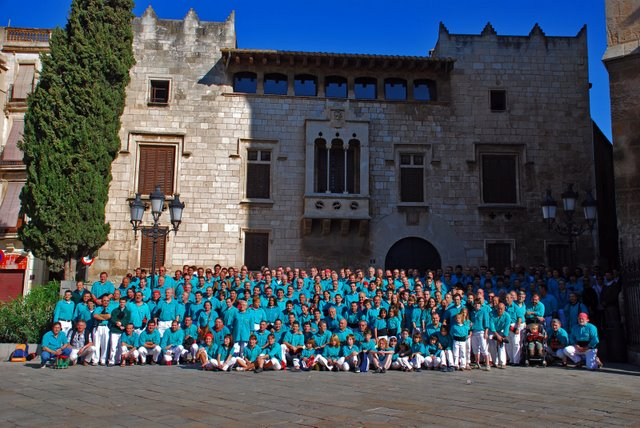
Zdjęcie grupy

Zarządzanie organizacją jest podzielone między dwa ciała: techniczne (zwane Komitetem Technicznym albo prościej la Tècnica) oraz administracyjne (zwane Radą).
Komitet Techniczny jest odpowiedzialny za wszystkie aspekty konstrukcji ludzkich wież. Największa odpowiedzialność spoczywa na cap de colla, ponieważ przewodzi on działaniom związanym bezpośrednio z budowaniem wież. Doradza mu zespół złożony z sotscap de colla (zastępca) oraz z dwóch doradców technicznych. Głównemu komitetowi polegają trzy inne zespoły: canalla (odpowiedzialna za dzieci, które stoją na szczytach wież), zespół pinyes, folres i manilles (zajmuje się cokołami) oraz zespół medyczny. Każda z drużyn jest ponadto odpowiedzialna odpowiednio za logistykę, informację techniczną i trening fizyczny.
Rada zajmuje się administracją. Jej zadaniem jest tworzenie wizji rozwoju grupy i wcielanie jej w życie. Jednym z najważniejszych obowiązków rady jest też reprezentowanie grupy w kontaktach ze społecznością lokalną, mediami i innymi organizacjami. Największa odpowiedzialność spoczywa na przewodniczącym. Sekretarz i pięciu wiceprzewodniczących podlega bezpośrednio przewodniczącemu, każdy z nich jest odpowiedzialny za określoną działalność: aktywność społeczną, budżet, kontakt z władzami publicznymi, utrzymywanie Cal Figarot (siedziby grupy) oraz marketing i kontakt z mediami. Stowarzyszenie ma również trzy rady doradcze: ds. relacji międzynarodowych, pomocy prawnej oraz radę starszych.

## Schemat organizacyjny

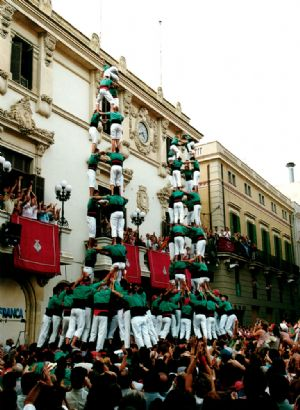
Jedyne w historii tres i quatre de nou amb folre descarregats zbudowane jednocześnie, Castellers de Vilafranca

### Komitet Techniczny
- Cap de colla: David Miret i Rovira
- Zastępca cap de colla: Toni Bach i Lleal
- Asystenci techniczni: Jordi Colomera i Salla, Joan Badell i Roses

### Rada
- Przewodniczący: Miquel Ferret i Miralles
- Sekretarz: Joan Vendrell i Olivella
- Wiceprzewodniczący ds. aktywności społecznej: Àlex Sánchez-Granados
- Wiceprzewodniczący ds. skarbu: Miquel Ropero i Ventosa
- Wiceprzewodniczący ds. kontaktu z władzami publicznymi: Xavier Escribà i Vivó
- Wiceprzewodniczący ds. utrzymania Cal Figarot: Joan Mestres i Arnan
- Wiceprzewodniczący ds. marketingu i mediów: Francesc Bou i Pijoan

### Rady doradcze
- Relacje międzynarodowe
- Zespół pomocy prawnej
- Rada Starszych

## Cal Figarot, siedziba grupy

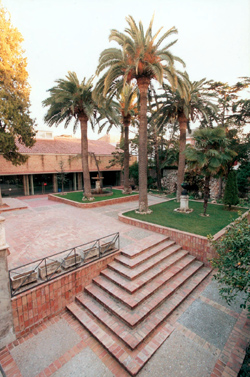
Yard of Cal Figarot, siedziba Castellers de Vilafranca

Siedzibą grupy jest Cal Figarot. Neogotycki budynek wybudowany w końcu XIX wieku przez Augusta Font de Carreres został pozyskany przez grupę w 1983 roku. 15 lat później dobudowano magazyn; oba budynki wyremontowano, by lepiej spełniały potrzeby grupy. Magazyn ma wewnętrzną otwartą przestrzeń o powierzchni 600 m². Budynek cechuje się eleganckim stylem pełnym dekoracyjnych elementów z początku XX wieku. Grupa dysponuje różnymi pomieszczeniami (sala gimnastyczna, biuro, wielofunkcyjne otwarte przestrzenie, kawiarnia/restauracja). Najważniejszym miejscem jest podwórze – główne miejsce spotkań, w którym odbywają się wiosenne, letnie i jesienne sesje treningowe.

## Castellers de Vilafranca na świecie

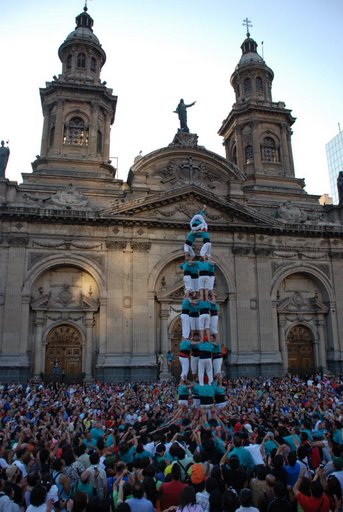
Quatre de vuit w Santiago de Chile, Castellers de Vilafranca

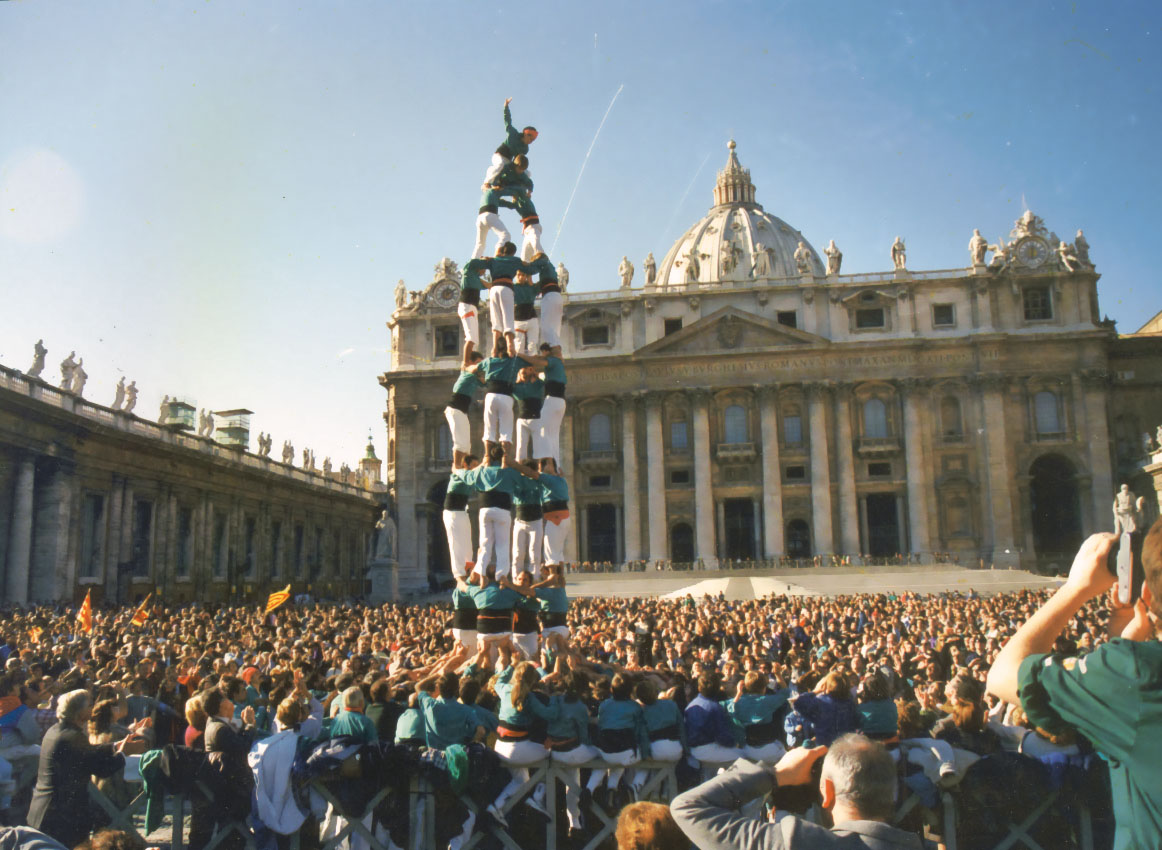
Quatre de vuit w Watykanie, Castellers de Vilafranca

Castellers de Vilafranca to jedna z najbardziej międzynarodowych grup budujących ludzkie wieże. Występowali m.in.:
- we Francji, podczas festiwalu gazety L’Humanité, Paryż (1973)
- w Szwajcarii, podczas Quinzena Catalana (Dwa Tygodnie Katalońskie), Genewa (1978)
- na włoskiej Sardynii (1978), z występami w Alghero i Sassari
- w Portugalii (1982), występy w Lizbonie, Sintrze, Estorilu, Coimbrze i Porto
- we Włoszech (1984), występy w Pizie, Sienie, Rzymie, Watykanie i Florencji
- w Beziers we Francji (1987)
- we Włoszech (1988), podczas świętowania tysięcznej rocznicy powstania Katalonii – występy w Pizie, Watykanie i Rzymie
- w Kraju Basków (1990), występy w miastach Bergara, Antzuola, Zumarraga i Urretxo
- w płn. Włoszech (1990), występy w Feltre, Niccia i Melere (w gminie Trichiana) oraz w Wenecji
- ponownie we Francji (1991), występy w Tuluzie podczas Międzynarodowego Festiwalu Sardana oraz w Carcassonne
- w Luksemburgu i Niemczech (1991), występy w miastach Luksemburg, Moers, Wolfenbütel, Hannover, Berlin i Frankfurt
- na EXPO w Sewilli (1992), podczas Dnia Katalonii
- w Santiago de Compostela (1993), w ramach Xacobeo ‘93
- W tym samym roku grupa odbyła trasę po 5 krajach: Francji (Marsylia), Włoszech (Lecco, Melzo i Bergamo), Słowenii (Lublana, Postojna, Otočec, Novo Mesto i Črnomelj), Austrii (Klagenfurt) i Monako
- ponownie w Paryżu i Poix de Picardie, Francja (1993)
- we Włoszech po raz piąty, z występami w Wenecji (podczas karnawału) i w Mestre oraz we Francji (Villeurbanne i Lyon) w 1994
- w Holandii i Belgii (1994), z występami w Amsterdamie, Enschede, Aalten, Almelo, Emmen i Brukseli
- w Navarrze (1995), występ w Tudeli
- w Danii (1996), w Kopenhadze i Holte
- w tym samym roku we Francji (Metz), Holandii (Maastricht) i Belgii (Bree)
- w Sobradiel (1999), Aragon (Hiszpania)
- w Bühl, mieście partnerskim Vilafranca del Penedès (2002)
- w Salamanca (2002)
- ponownie we Francji (2004), występ w Dunkierce
- w Kraju Basków (2005), występy w Donostia i Elorrio
- we Francji (2006), Steenvoorde
- ponownie w Aragon (2006), podczas festiwalu Binèfar
- w 2007 roku występ w Niemczech podczas Targów Książki we Frankfurcie nad Menem
- w styczniu 2008 występ w Chile – pierwszy występ katalońskiej grupy budującej wieże na półkuli południowej
- Grupa występowała również na ceremonii otwarcia XXV Igrzysk Olimpijskich w Barcelonie w 1992 roku – wydarzenie to było bez wątpienia najliczniej oglądanym występem grupy
- Grupa występowała również podczas światowej premiery ostatniej powieści Noah Gordona „The Bodega” w Vilafranca del Penedès (2007)
- w sierpniu 2010 w Krakowie.

Stowarzyszenie spopularyzowało tradycję budowy wież także na terenach Països Catalans (tereny, na których mówi się tradycyjnie różnymi wariantami języka katalońskiego):
- występy w Katalonii Północnej – sześć razy w Perpignan: 1970, 1977, 1982 (podczas festiwalu USAP, Union Sportive des Arlequins Perpignanais), 1989 (podczas Festiwalu Mules), 1997 i 1998, w Toluges podczas Festiwalu Pokoju (1970), w Collioure (1984), w Banyuls de la Marenda (1986), trzykrotnie w Vilafranca de Conflent (1985, 1988 i 1989), w klasztorze Saint Michel de Cuxa (1985), w Prada de Conflent (na Letnim Uniwersytecie Katalońskim oraz w mieście, 1998) oraz w Baó, w ramach pierwszego spotkania catalanitat w Północnej Katalonii (2002).
- cztery razy w Andorze: w Encamp (1971), w Andorra la Vella i Sant Julià de Lòria (1976) (podczas Kongresu Kultury Katalońskiej), w Escaldes i ponownie w Andorra la Vella (1983) i Escaldes (1985).
- Dwie trasy po regionie Walencja: pierwsza na Ribera del Xúquer (1979), występy w Carcaixent, w klasztorze Aigües Vives, w Sueca, Cullera, Algemesí, a także pilar de cinc przed domem Raimona (jednego z najbardziej znanych artystów piszących po katalońsku) oraz w Xàtiva. Podczas drugiej trasy grupa występowała w Alcoi, Benidorm i Alicante. Następnie grupa występowała w Carcaixent (1985), Algemesí (1993/2000), Castellón (2000, podczas 13 Festa de la Llengua), w Olleria oraz Benicarló (podczas Dnia Walencji).
- Grupa występowała też w Palma (Majorka, 1980) oraz w Manacor (Minorka, 2001), a także w Alghero (1978).

## Udział w Tarragońskim Konkursie Wież
Grupa wygrała następujące Tarragońskie Konkursy Wież Ludzkich:
- VII Tarragoński Konkurs Wież, 1972
- XVI Tarragoński Konkurs Wież, 1996
- XVII Tarragoński Konkurs Wież, 1998
- XIX Tarragoński Konkurs Wież, 2002
- XX Tarragoński Konkurs Wież, 2004
- XXI Tarragoński Konkurs Wież, 2006
- XXII Tarragoński Konkurs Wież, 2008

## Galeria

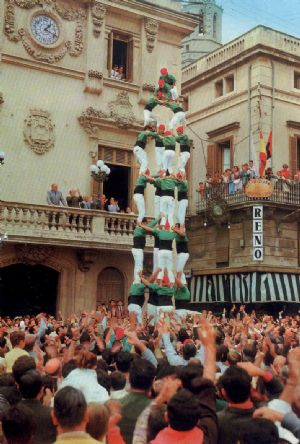
Pierwsza quatre de vuit carregat, Castellers de Vilafranca, 12.10.1969
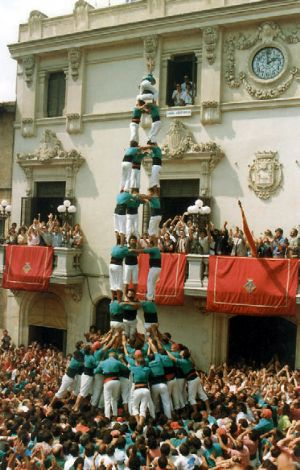
Pierwsza tres de nou descarregat, Castellers de Vilafranca, 30.08.1989
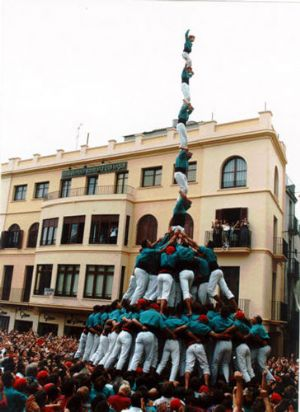
Pierwsza pilar de vuit descarregat w historii, Castellers de Vilafranca, 28.09.1997
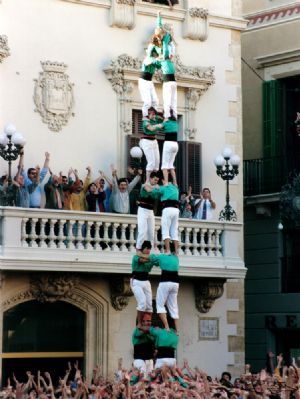
Pierwsza torre de vuit carregada w historii, Castellers de Vilafranca, 1.11.1999
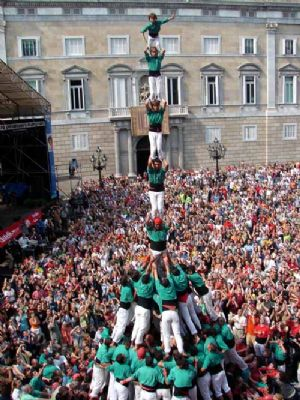
Pierwsza pilar de vuit amb folre i manilles descarregat w Barcelonie, Castellers de Vilafranca, 25.09.2005
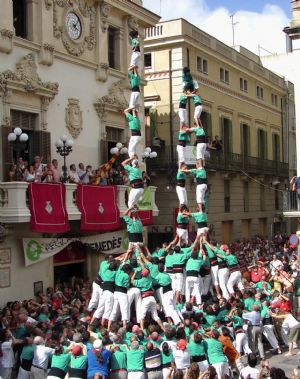
Pierwsza torre de vuit amb folre i pilar de set amb folre descarregats w historii zbudowane jednocześnie, Castellers de Vilafranca, 31.08.2006
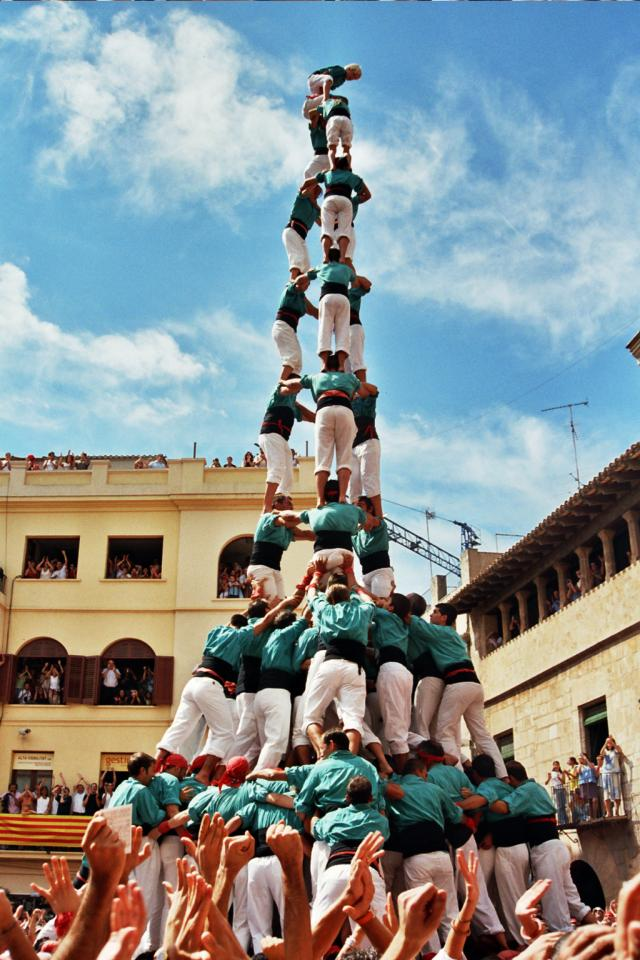
Tres de deu amb folre i manilles, Castellers de Vilafranca
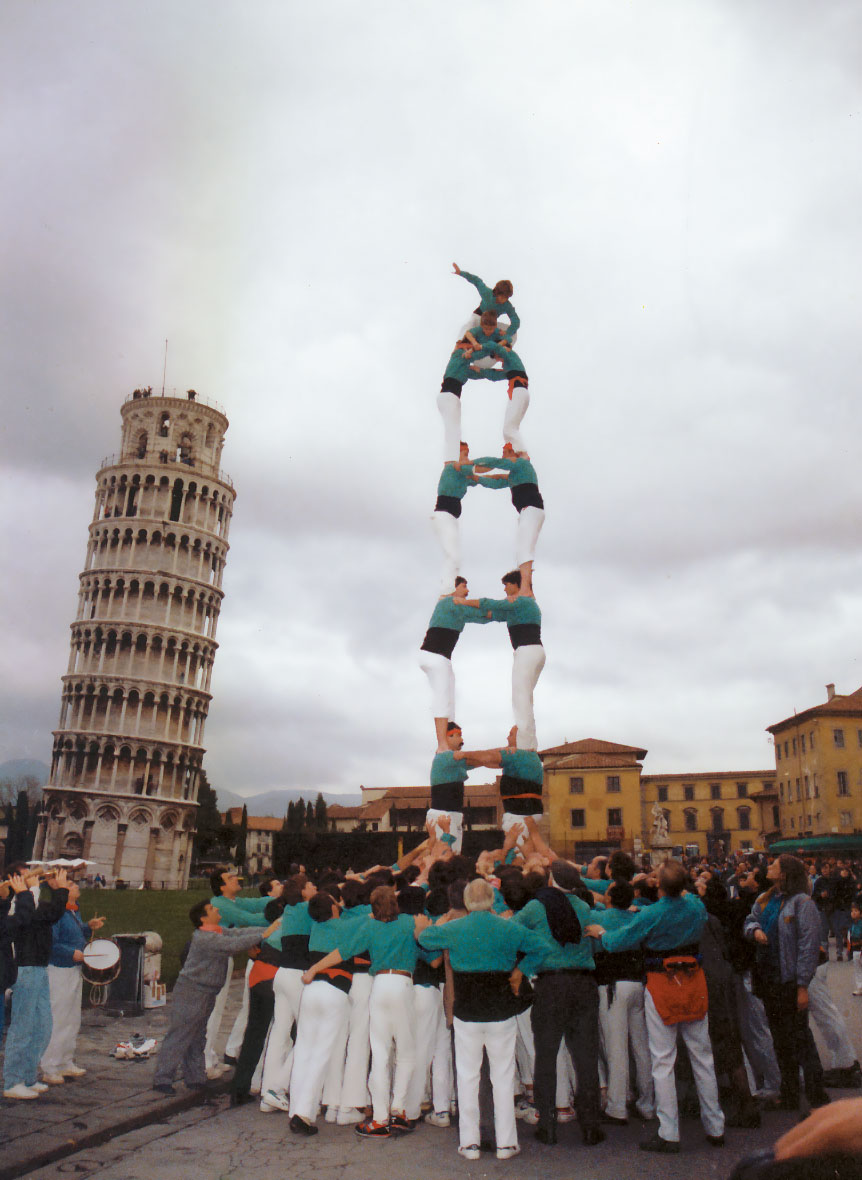
Torre de set w Pizie, Castellers de Vilafranca, 1988
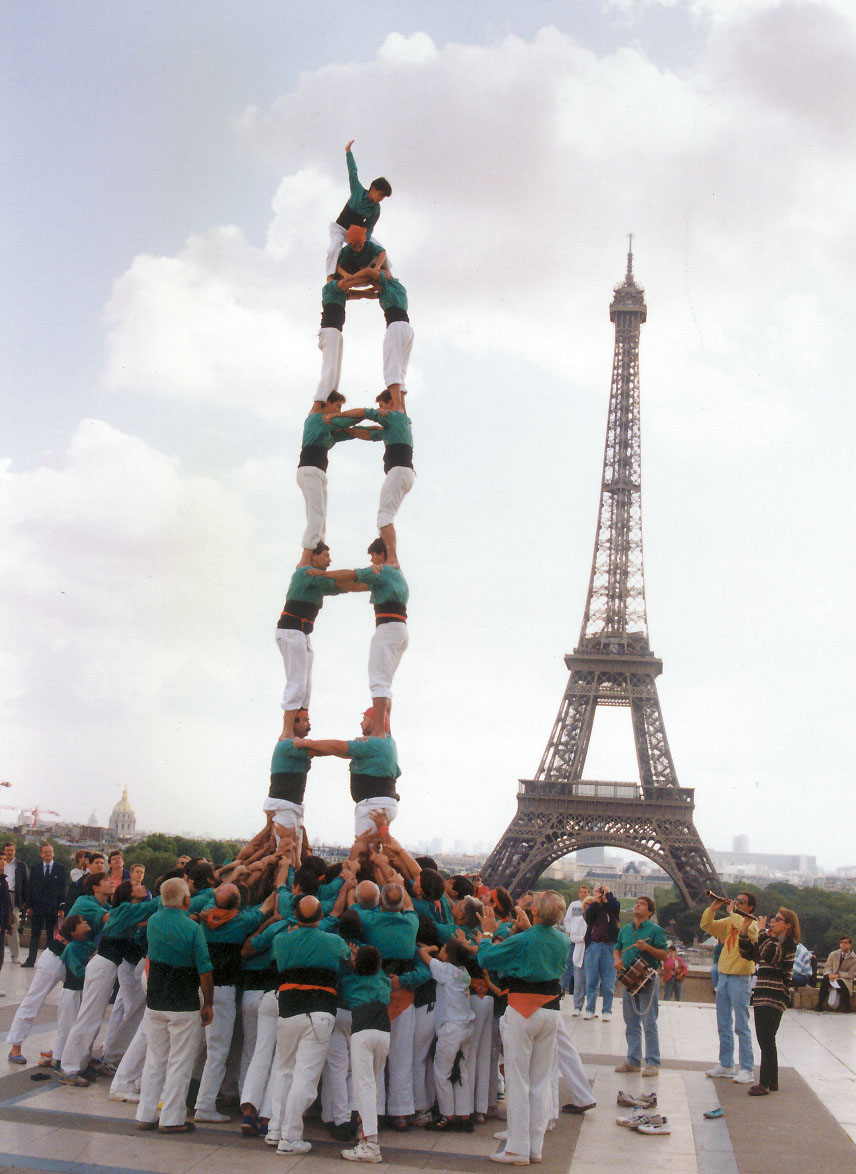
Torre de set w Paryżu, Castellers de Vilafranca, 1993
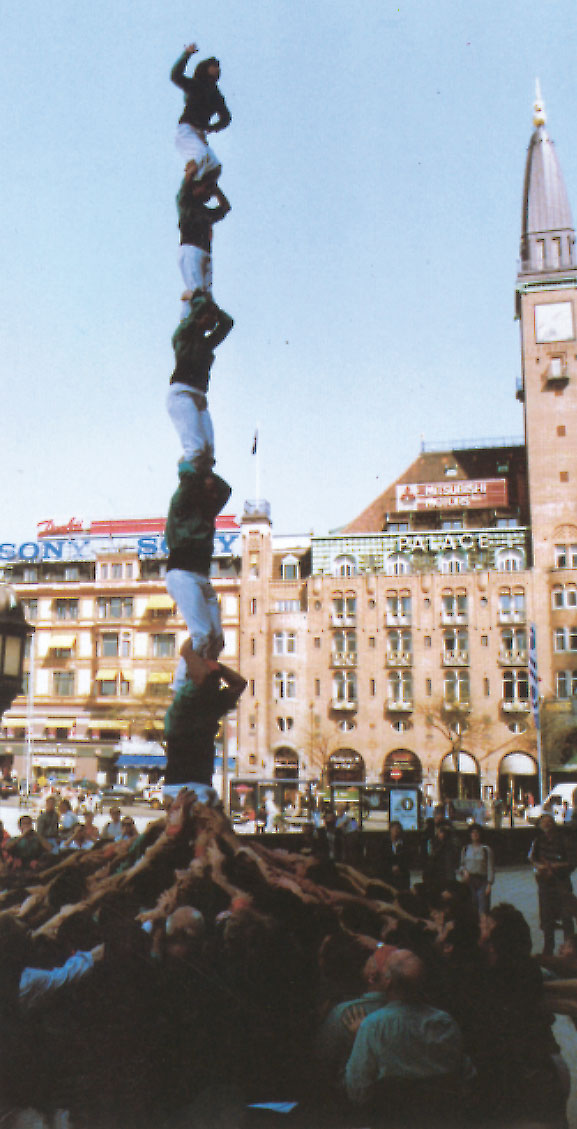
Pilar de sis w Kopenhadze, Castellers de Vilafranca, 1996